# احمدرضا ذوالفقاری
احمدرضا ذوالفقاری داریانی (۵ آذر ۱۳۳۸– ۲۳ خرداد ۱۴۰۴) استاد فیزیک هسته‌ای و رئیس سابق دانشکده علوم هسته‌ای دانشگاه شهید بهشتی بود که در جریان حملات خرداد ۱۴۰۴ اسرائیل به ایران کشته شد.

## زندگی
احمدرضا ذوالفقاری از استادان دانشکده مهندسی هسته‌ای دانشگاه شهید بهشتی بود. گفته می‌شود او نقش مهمی در آموزش و تحقیقات مرتبط با علوم هسته‌ای ایران داشته است. احمدرضا ذوالفقاری و عبدالحمید مینوچهر هر دو در عرصهٔ پروژه‌های ملی و راهبردی مربوط به توسعهٔ فن‌آوری هسته‌ای ایران فعال بودند. حضور فعالانه در کمیته‌های تخصصی مرتبط با صنعت هسته‌ای و تلاش در راستای بومی‌سازی دانش فنی، از دیگر فعالیت‌های ذوالفقاری بود.
او همچنین مدیرمسئول نشریه الکترونیکی «فناوری و انرژی هسته‌ای» بود.